# Nenúfar blanc
El nenúfar blanc o nimfea blanca i popularment plats giradors, cadells, escudet, escut de riu, flor d'En Nyofar, nimfa (Nymphaea alba) és una espècie de planta aquàtica dins la família Nymphaeaceae.
Creix a les aigües que tenen una fondària d'entre 30-150 cm i li agraden les basses grosses i els llacs. Les fulles poden tenir un diàmetre de 30 cm i 150 cm d'extensió per planta. Les flors són blanques i dins tenen molts estams.
Es troba a tot Europa i a parts d'Àfrica del Nord i el Mitjà Orient sempre en aigües dolces.
Nymphaea candida J. Presl de vegades es considera una subespècie de N. alba (N. alba L. subsp. candida (J. Presl) Korsh.).

Com alcaloides actius conté nupharina i nymphaeïna, que segons alguns es considera sedant i segons uns altres afrodisíaca. Tradicionalment, herbologia, es fan servir les rels i les tiges a més de les flors.

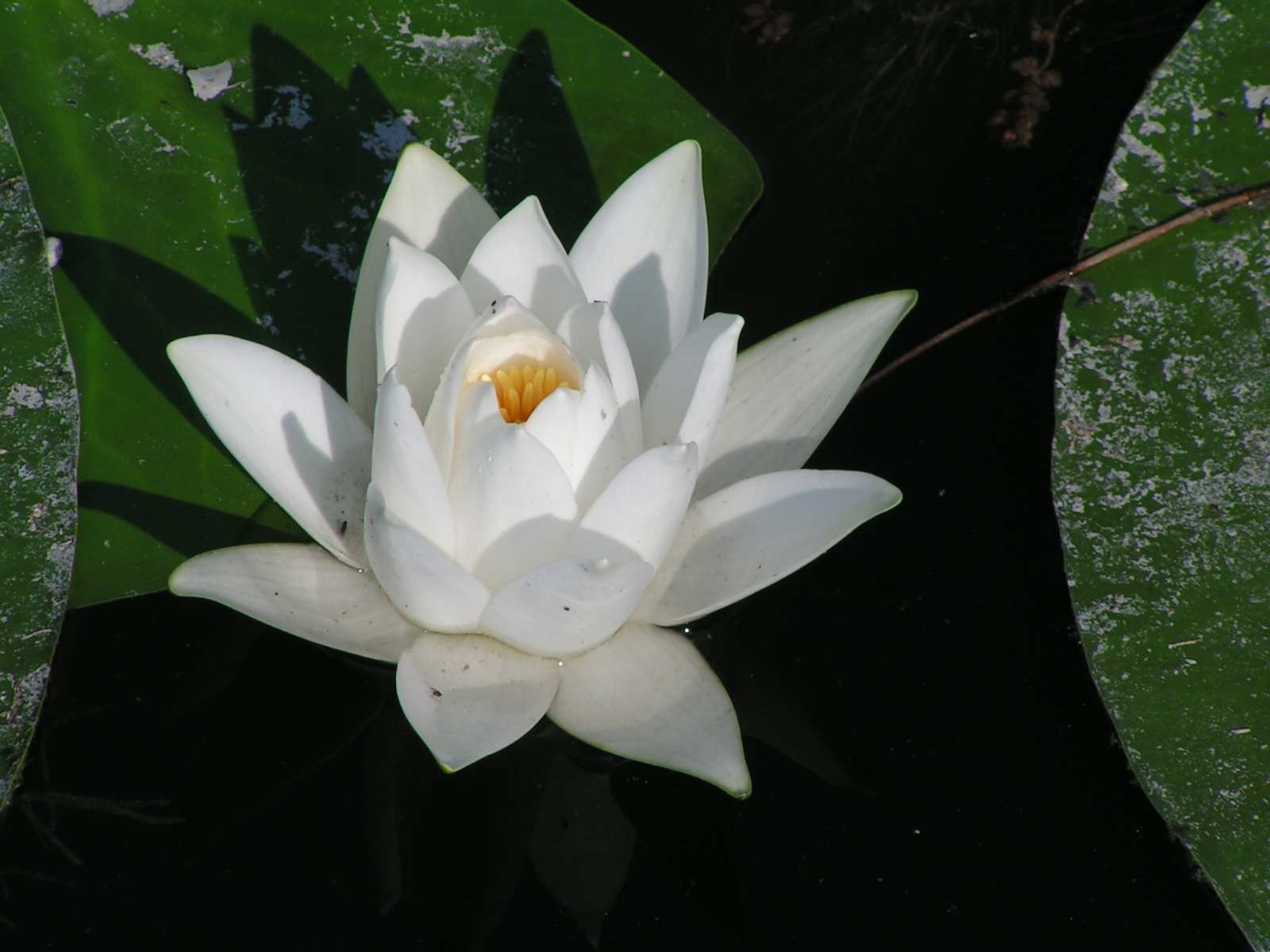
A Romania (Nymphaea alba)

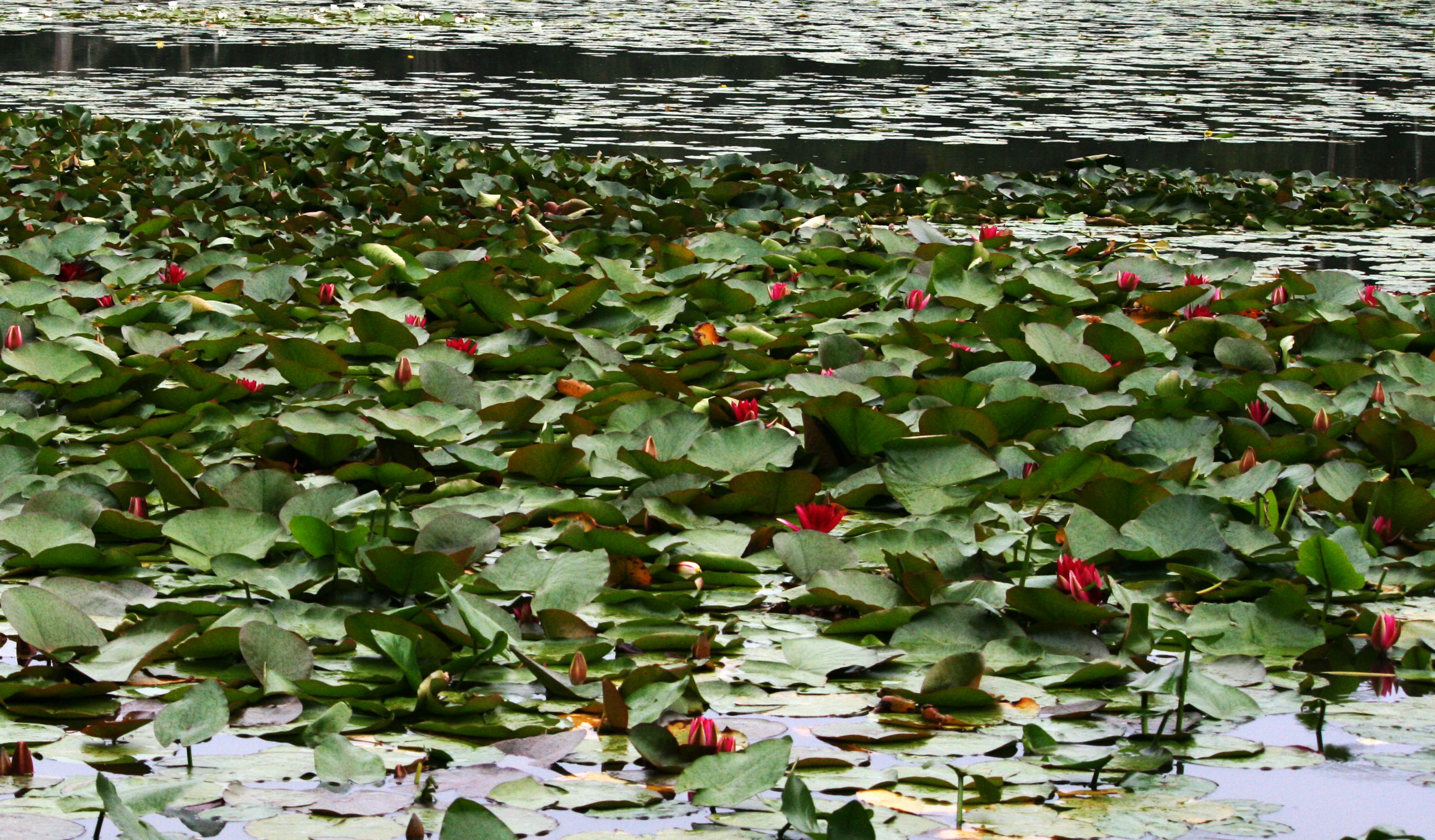
Una varietat vermella de Suècia